# هاياتي الخادم المقاتل

الشعار الرسمي

هَايَاتِي الخَادِمُ المُقَاتِلُ هي سلسلة مانغا ياباني صُوّرت وكُتبت من قِبل المؤلف كينجيرو هاتا. تتحدث قصّة الرواية عن صبي يبدأُ العمل بوظيفة جديدة باعتباره خادمًا فيواجهُ عددًا من الأحداث طوال فترة عمله.

## وصلات خارجية
- هاياتي الخادم المقاتل على موقع ANN manga (الإنجليزية)